# Marv (plantedel)
 For alternative betydninger, se Marv. (Se også artikler, som begynder med Marv)
Marven er den midterste, skumplast-agtige kerne i grene. Marvens funktion er at afstive det unge skud, uden at der skal bruges for meget materiale til det. Senere overtager de forveddede årringe denne rolle, og marven bliver overflødig. Ofte bliver den sammenpresset til ukendelighed, men det sker også, at den simpelthen går i opløsning og efterlader et hul.
Plantemarv kan bruges til mange formål:
- Marv fra Lyse-Siv (Juncus effusus) har været brugt som væge.
- Marv fra Almindelig Hyld (Sambucus nigra) har været brugt som poleremiddel.
- Palmemarv fra Palmetto-Palme (Sabal palmetto), Kokospalme (Cocos nucifera) og flere andre arter spises som en stor delikatesse.